# Giuseppe Tomasi
Giuseppe Tomasi (Tortorici, 1610 – 1672) è stato un pittore italiano.

## Biografia
Giuseppe Tomasi di Tortorici o Joseph Thomasius è vissuto nel XVII secolo, Tortorici è la località di provenienza attestata dalle firme apposte sulle opere, città ove con molta probabilità nacque nel 1610?, morto intorno al 1672, quest'ultima data desunta dagli ultimi lavori svolti.
Apprendista di Gaspare Camarda che nel 1626 lo accoglie nella sua bottega. Due anni dopo, nel 1628 frequenta la scuola di Antonio Catalano il Vecchio. Alla morte di quest'ultimo passa alla scuola di Giovanni Simone Comandè, artista a sua volta allievo di Deodato Guinaccia. Nella maturità è titolare di una fiorente bottega, che annovera tra i discepoli Francesco Napoli e Sebastiano Calà.
Periodo palermitano. Dopo qualche anno compie il primo viaggio a Palermo per ammirare le opere dei grandi maestri del passato come lo Spasimo di Sicilia di Raffaello Sanzio, quadro del quale esegue una copia personalizzata per la chiesa madre di Tortorici, la Natività di Caravaggio e le opere di Van Dyck che, circa un decennio prima, aveva lavorato nel capoluogo siciliano. Durante questo soggiorno ad influenzare lo stile di Tomasi concorrono anche lo studio delle opere del pittore Pietro Novelli.
Periodo messinese. Nel 1637 è documentata la permanenza a Messina dove stringe contatti con il pittore Antonino Alberti detto il Barbalonga. Fondamentale per la sua formazione, la frequentazione della bottega del pittore fiammingo Abraham Casembroot, autore di alcune delle più belle vedute del porto di Messina.
Soggiorno a Napoli e Roma. Una trasferta continentale lo porta a Napoli dove ha contatti con il Domenichino e Jusepe de Ribera. Dalla città partenopea raggiunge Roma spinto dalla sete di conoscenza e dalla voglia di ammirare i capolavori dei grandi maestri della pittura italiana del passato e frequentare alcuni artisti contemporanei come Francesco Albani con cui ha sicuramente dei contatti.
Rientro in Sicilia. Sette anni dopo ritorna a Palermo dove conosce i maggiori pittori contemporanei dell'epoca. 
L'attività artistica spazia temporalmente dal 1631, data della sua prima opera autografa e documentata in Alcara Li Fusi, al 1672 con l'opera custodita a Militello Rosmarino. Le opere sparse territorialmente nei piccoli centri dell'area dei Nebrodi: Alcara Li Fusi,  Capo d'Orlando, Frazzanò, Militello Rosmarino, Mirto, Naso, San Marco d'Alunzio, San Piero Patti, Tortorici; limitatamente in alcuni paesi alle falde dell'Etna: Adrano, Bronte e Randazzo e nella piccola chiesa di San Giacomo di Geraci Siculo, contea dei Marchesi di Ventimiglia.
Nelle 39 tele firmate e datate, e nelle altre 68 attribuite, unico tema è l'arte sacra con influenze caravaggesche, permeate dallo stile del pittore Pietro D'Asaro, Giuseppe Salerno, ovvero il famoso Zoppo di Gangi, e di altri pittori messinesi del primo Seicento, quali Alonso Rodriguez ed altri caravaggeschi fiamminghi.

## Opere
- 1647, Rosario della Vergine, olio su tela, opera documentata nella chiesa di San Domenico di Messina.
- 1650, Gesù e Maria, dipinto su tela, opera custodita nella chiesa di Gesù e Maria di Bronte.
- 1651, Anime del Purgatorio, dipinto su tela, opera custodita nella chiesa di Santa Lucia di Mistretta.
- 1651, Trinità, dipinto su tela, chiesa di San Nicola di Randazzo.
- 1656, Madonna dell’Etna raffigurante la Vergine fra santi domenicani, olio su tela, opera custodita nel museo di Adrano.
- 1657, Incoronazione della Vergine con Santi, olio su tela, opera firmata e datata con l'iscrizione "Joseph Thomasius s. m. - habitator civitatis Tortoreti - pingebat 1657" custodita nella chiesa di San Giacomo di Geraci Siculo.
- 1671, La messa di San Gregorio, con Deposizione di Gesù e Anime Sante del Purgatorio, dipinto su tela, opera custodita nella chiesa madre di San Pancrazio di San Piero Patti.
- 1672, Immacolata, olio su tela, ultima opera dell'artista documentata nel duomo di San Biagio di Militello Rosmarino.
- XVII secolo, Madonna dell'Itria, dipinto su tela, opera documentata e trafugata dalla chiesa di Maria Santissima Annunziata di Capri Leone.
- XVII secolo, Deposizione raffigurata con le tre Marie, San Giovanni Evangelista e i simboli della passione, dipinto su tela, attribuzione, opera custodita nella chiesa di Santa Maria di Gesù di Raccuja.

 Opere a Alcara li Fusi 
- 1644, Adorazione dei Magi, olio su tela, opera custodita nel duomo di Santa Maria Assunta.
- 1631, Immacolata raffigurata con Santa Chiara d'Assisi e Santa Rosalia, olio su tela, prima opera dell'artista documentata nella chiesa di San Vincenzo.
- 1649, Prelevamento del corpo di San Nicolò Politi, olio su tela, opera custodita nell'eremo di san Nicolò Politi.

 Opere a Mirto 
- Duomo di Santa Maria Assunta in Cielo:
  - 1647, Riposo durante la fuga in Egitto, dipinto su tela.
  - 1652, Deposizione dalla croce, dipinto su tela, attribuzione d'opera.
  - 1654, Anime del Purgatorio, dipinto su tela.
  - 1655, Ultima Cena, dipinto su tela.
  - 1658, Sant'Antonio Abate, dipinto su tela.
  - 1659, Annunciazione, dipinto su tela.
  - 1660, Gesù e Maria o Redenzione, dipinto su tela.
  - XVII secolo, San Pietro e San Paolo Apostoli con San Gaetano da Thiene, dipinto su tela.

 Opere a Naso 
- 1648, Adorazione dei pastori, dipinto su tela, opera custodita nella chiesa di San Cono di Naso.
- XVII secolo, Agonizzante, dipinto su tela, opera custodita nel duomo dei Santi Apostoli Filippo e Giacomo di Naso.

 Opere a Tortorici 
- Chiesa di San Nicolò:
  - 1654c., Anime del Purgatorio, dipinto su tela.
  - 1662c., Vergine dolente, dipinto su tela, attribuzione.

- Chiesa del Santissimo Salvatore:
  - 1636c., Gesù davanti a Pilato, dipinto su tela.
  - 1644c., Spasimo di Sicilia, ispirato al celebre Spasimo di Sicilia, dipinto su tela.
  - 1658, Madonna con Bambino raffigurata con Sant'Antonio da Padova e San Felice di Cantalice, dipinto su tela.
  - XVII secolo, Sant'Antonio di Padova, dipinto su tela.
  - 1660, Madonna col Bambino e San Giovannino, dipinto su tela.
  - 1667c., Gesù e Maria, dipinto su tela.
  - 1668, Trasfigurazione, dipinto su tela, opera firmata Joseph Thomasius pingebat, A. D. 1668, committente Don Dominici Primavera.

- Chiesa di Santa Maria Assunta, (chiesa madre):
  - 1652, Assunzione di Maria, dipinto su tela.
  - 1636, Immacolata fiancheggiata da simboli, dipinto su tela.
  - 1638, Madonna delle Grazie raffigurata fra San Giovanni Battista e Santa Lucia, dipinto su tela.
  - 1662, Pietà con Gesuiti, dipinto su tela.
  - XVII secolo, Sant'Alberto Carmelitano, dipinto su tela.

- 1656, Santa Caterina d'Alessandria, dipinto su tela, opera proveniente dalla chiesa del convento dell'Ordine dei frati minori cappuccini e custodita nella Sala Consiliare del Municipio cittadino.
- XVII secolo, Decorazioni del tetto ligneo con raffigurazioni di San Francesco d'Assisi, di Sant'Antonio di Padova e dell'Immacolata Concezione, opere presenti nella chiesa di San Francesco d'Assisi del convento dell'Ordine dei frati minori.

 Opere a San Marco d'Alunzio 
- 1647c., Sacra Famiglia ritratta con Santa Elisabetta e San Giovannino, attribuzione.
- XVII secolo, Sant'Antonio di Padova, dipinto su tela, opera documentata.